# Mirko Jozić
Mirko Jozić (Trilj, Yugoslavia, 8 de abril de 1940) es un exfutbolista y director técnico croata retirado.
Dirigiendo las selecciones menores de Yugoslavia obtuvo el Campeonato Europeo Sub-18 de 1979 y la Copa Mundial de Fútbol Sub-20 de 1987.
Con Colo-Colo ganó la Copa Libertadores 1991, convirtiéndose en el primer entrenador no sudamericano en lograrlo y único no lusófono en conseguirlo hasta la fecha. Además, obtuvo la Recopa Sudamericana 1992 y la Copa Interamericana 1992.

## Trayectoria

### Inicios
Desde los 13 a los 20 años juega en el Hajduk Split. Luego pasa un club de Segunda División, el NK Osijek, en la que funcionaba una universidad, a la que representó como futbolista jugando como volante y terminando de líbero.
Dejó prematuramente el fútbol a los 27 años, por una lesión en el tobillo derecho, por lo cual se dedica a finalizar su carrera de profesor de Educación Física en Zagreb, la capital de Croacia.
Comenzó su carrera como Director técnico en 1970, consiguiendo su primer éxito al hacer ascender al modesto NK Junak de Tercera División a Segunda.

### Campeón del Mundo Juvenil
Mirko Jozić es Diplomado en Educación Física y asume desde el año 1972 hasta 1987 los equipos de jóvenes en el cuerpo técnico de la Federación Yugoslava.
Los primeros logros de Mirko Jozić los obtuvo con la Selección Juvenil de Yugoslavia al ganar el Campeonato de Europa Sub-19 en 1979 y en 1987 ganó el Campeonato Mundial Juvenil de Fútbol realizado en Chile.
Esa Copa Mundial de Fútbol Sub-20 de 1987 de la FIFA que se jugó entre el 10 al 25 de octubre en Chile. Yugoslavia derrotó a Alemania Federal en la instancia de tiros penales 5 a 4, tras empatar en tiempo extra 1-1, con gol de Boban. La selección estaban integradas por futuras promesas mundiales como Davor Šuker, Zvonimir Boban, Robert Jarni y Robert Prosinečki quienes jugarían por Croacia en el Mundial de Francia.
Aquella fue la mejor generación del fútbol yugoslavo, pero la guerra, a principios de los 90, interrumpió su trayectoria conjunta y los diseminó. Era el adiós a los Cileanci -los chicos de Chile-, despedidos en el aeropuerto de Belgrado por el presidente de la Federación con una cámara de fotos y recibidos por miles de seguidores a su regreso. «Íbamos sin ninguna presión, con equipos muy potentes como Brasil, las dos Alemanias, Chile por ser el organizador, etcétera...»
Además destacan Miroslav Đukić, Predrag Mijatović, Dejan Savićević, Siniša Mihajlović o Vladimir Jugović completaban una escuadra que terminó como el mejor ataque -17 goles en seis partidos, una media de 2,83-, con Šuker vestido de máximo goleador y Prosinečki coronado como mejor futbolista del torneo. Un fútbol vistoso, despreocupado, del que hicieron escuela mientras permanecieron juntos. Llegaron al Mundial de Italia en 1990, y allí cayeron en cuartos de final por penales con la Argentina de Maradona tras dejar en el camino a España.
Tuvieron que quedarse con el regusto de Chile e Italia, pues nunca más la historia les dio la oportunidad de juntarse. En ese año, 1987, mientras esa generación de futbolistas toca el cielo en Santiago, Slobodan Milošević toma la dirección del Partido Comunista, y hace del nacionalismo serbio su bandera. Con ella llegará al poder en 1989. Es el preludio de una guerra que terminará con todo, también con el potencial futbolístico de aquel puñado de jugadores. Yugoslavia había conseguido su clasificación para la Eurocopa de 1992, a celebrarse en Suecia.

### Colo-Colo
Cuando se fue de Chile con el título de campeón mundial juvenil, esbozó su deseo de volver. Ya a esas alturas existían conversaciones con los dirigentes de Colo-Colo, quienes deseaban tener al yugoslavo dentro de su personal técnico.
No pasó mucho tiempo antes que Jozić retornara. El 16 de diciembre de 1987, el estratega llegó a Pudahuel. Sin grandes estridencias, se hizo cargo del club, aunque muchos lo sindicaban como DT del primer equipo en el corto plazo. El propio Jozić desmintió estos rumores: "mi trabajo se centrará en los niños. No tengo otro propósito".
Ideó un ambicioso proyecto de observación y evaluación de los infantiles. Incansable, vivía entre Pedrero y unas canchas de tierra en Lo Prado, donde miraba niños con futuro para Colo-Colo.
No pasó un año y el técnico anunció su vuelta a Yugoslavia. Muchas teorías se forjaron en torno a su decisión, pero al final primó su versión: "Cumplí con mi labor. Dejé hecho un informe acerca del trabajo realizado en estos meses. Llevo mucho tiempo separado de mi familia y quiero verla. Esas son las razones de mi decisión".
Pero en la mente de los directivos albos quedó grabada la imagen del técnico. E hicieron un esfuerzo para traerlo de nuevo. Otra persona ocuparía este mismo cargo cuando el propio Jozic era el entrenador del primer equipo, un entonces desconocido entrenador argentino llamado José Pekerman.

#### 1990: Llegada y Primer Campeonato Nacional
El 1 de septiembre de 1990, volvió el yugoslavo, esta vez acompañado de su esposa e hija. Su nueva tarea es tomar las riendas del primer equipo, tras la salida de Arturo Salah.
Proféticamente expresó: "Mis objetivos son simples: sacar a Colo Colo campeón y llevarlo al título de la Copa Libertadores de América". "¿Por qué aceptó el desafío de volver a Chile?", le preguntó un periodista.
¿Y por qué no? El país me gusta, Colo Colo es un gran club con una hinchada grande, como mi recordada Estrella Roja. Me agradó el desafío y aquí estoy, respondió en su complicado español sin preposiciones.
El 16 del mismo mes, Jozić era sometido a su primera prueba de fuego: debut ante el puntero Universidad Católica y su primera victoria: 1-0 que de paso conquistó el liderato.
Muy pronto, Jozić cambia el esquema de Colo-Colo. La formación teórica de 4-2-2-2 es reemplazada por la novedad de los tres rombos, cuyo esquema es llamado "el diamante". La defensa ya no marca en zona, sino con un líbero y dos stoppers; a veces tres. Pero el mayor cambio, cuyo efecto es inmediatamente aplaudido por los hinchas albos, es la agresividad: el Cacique sale a provocar el error del rival, en lugar de esperar que se produzca.
Dos amargas experiencias en el extranjero (1:6 ante el Real Madrid en un partido jugado en España por invitación del equipo madridista para celebrar la Copa Libertadores obtenida por Colo Colo ese año 1991 y el 0:3 con Estrella Roja) por la Copa Intercontinental convencerán a Jozić de que Colo-Colo requiere otro volante defensivo, que sepa cortar el juego al momento de perder el balón. Para contar con ese volante defensivo, resignará un delantero.
A la hora del aqueo anual, Jozić señaló: "La intención fue estructurar un equipo polivalente, que cada hombre cumpliese al cien por ciento sus funciones respectivas, pero que, a su vez, aumentaran su capacidad ofensiva. La salida tenía que ser más rápida y fluida. Encontré hombres que asimilaron rápido el sistema y así logramos campeonar y no solo un campeonato, sino que Colo Colo consiguió algo sin precedente en su historia, un viejo sueño el "tricampeonato", es decir, campeón el 89, 90 y 91".

#### 1991: Gloria Continental y el Tricampeonato
Al año siguiente en 1991, sin duda en su año más extraordinario, el Cacique debió armonizar su triunfal participación en la Copa Libertadores de 1991 con el Campeonato Nacional. Y lo hizo combinando titulares y suplentes, cuidando los partidos claves en la primera y segunda rueda ante Unión Española, Universidad Católica, Universidad de Chile y Cobreloa.
Colo-Colo en la Copa Libertadores de 1991, superó los pronósticos más optimistas. Aún estaba fresco el recuerdo de la triste eliminación de los albos en los octavos de final por penales ante Vasco da Gama, en la versión anterior.
En la primera ronda, los albos se enfrentaron en el Grupo 2 que estaban integrados por equipos de Chile y Ecuador. Sus integrantes fueron D. Concepción, Liga de Quito y Barcelona (el subcampeón del 1990). Colo-Colo jugó 6 partidos, ganó sus 3 partidos de local y empató los otros 3 de visita, con 10 goles a favor y 3 en contra.
En los octavos de final se enfrentó a Universitario de Perú, empató 0-0 en Lima y ganó 2-1 en Santiago, en los cuartos de final se enfrentó a Nacional, perdió 0-2 de visita y ganó 4-0 en Santiago y en las semifinales se enfrentó al Boca Juniors, perdiendo 0-1 en Buenos Aires y ganó 3-1 en Santiago, de esta forma Colo Colo llegaba a su segunda Final del prestigioso torneo continental.
En la primera Final empató 0-0 con Olimpia de Paraguay (el campeón defensor) en el partido de vuelta, frente a su barra en el Monumental ganó 3-0 para llevarse por primera vez en su historia la deseada Copa Libertadores de América.
Con la obtención de la Libertadores, Colo-Colo participó por primera vez en la Supercopa Sudamericana (competición exclusiva para los ganadores de la Copa Libertadores) quedando eliminado en la primera ronda, tras dos empates 0-0 contra el Cruzeiro brasileño, perdiendo en la tanda de penales 3-4.
Sólo una derrota en la segunda rueda ante O'Higgins en Rancagua. Colo-Colo logra una hazaña muy infrecuente en Sudamérica: Retener el título local y alcanzar al mismo tiempo el cetro Continental. Campeón dentro y fuera del país. Con este título, Colo-Colo alcanza el tricampeonato, hazaña sólo lograda antes, en los inicios del fútbol profesional por Magallanes (1933-1935).
A finales de diciembre, Colo-Colo disputa la Copa Intercontinental ante la Estrella Roja de Belgrado de Yugoslavia, perdiendo la final por 0 a 3 en la ciudad de Tokio, Japón. Irónicamente para Jozic la figura del encuentro fue Vladimir Jugović, un antiguo integrante de la selección yugoslava campeona juvenil de 1987.

#### 1992: Recopa Sudamericana y Copa Interamericana
En 1992, nuevamente el cuadro popular se enfrentaba a Cruzeiro por la final de la Recopa Sudamericana en partido único jugado en Kobe, Japón, el partido terminó en un 0-0, que el cuadro chileno vencería 5-4 en la tanda de penales. Su último trofeo internacional fue por la Copa Interamericana, contra el Puebla Fútbol Club México que era el campeón de la Concacaf, los albos se impusieron por 4-1 como foráneo y como locales aseguraron la copa con una victoria de 3-1.
En su defensa del título continental quedaría eliminado a manos del Barcelona en los octavos de final en Ecuador. En el torneo nacional, sueño del tetracampeonato se desvanece ante el Cobreloa de José Sulantay quien estuvo 26 fechas invictos, obteniendo el subcampeonato. Debiendo disputar la liguilla de Copa Libertadores nuevamente con sus rivales de la capital Universidad Católica, Universidad de Chile y Unión Española. A pesar de estar virtualmente eliminado en la última fecha impidió que su clásico rival la "U" clasificara a Copa Libertadores con una victoria en el último minuto permitiendo el paso a la UC que meses más tarde se coronaría subcampeón continental.

#### 1993: Último Torneo Nacional
Colo-Colo se titula campeón en 1993, con un plantel que se veía numeroso pero falto de continuidad, al terminar el primer tercio del campeonato acumulaba catorce puntos y parecía en baja. Pero llegó un jugador extraordinario, cuya presencia cambió el panorama del torneo nacional: Marco Antonio Etcheverry, el creador del fútbol de Bolivia. En el segundo tercio del torneo Colo-Colo, de la mano de Etcheverry, ganó 9 de los diez partidos disputados y acumuló una cuenta de ahorro que, pese a la baja exhibida en el último tercio, le permitió asegurar el título en la fecha 29, dejando estéril la arremetida del siempre peligroso Cobreloa.

### Selección chilena
Debido a su éxito en el conjunto albo, la ANFP lo contrata para hacerse cargo de la selección de fútbol de Chile en 1994 para el proceso de las eliminatorias para la Copa del mundo Francia 1998.
Por primera vez se realizaría una ronda clasificatoria de todos contra todos, en partidos de ida y vuelta. Eso significaba que había que estar jugando durante dos años. En cierto modo esto favorecía a Chile pues los torneos largos permiten enmendar errores que no se pueden corregir si uno se juega la vida en cuatro partidos, pero no tuvo mucha comprensión del medio y terminó renunciando.
Su debut en el banco fue el 18 de mayo de 1994 en Santiago en un amistoso frente a la selección argentina que se preparaba para el Mundial de Estados Unidos y que contaba con la vuelta de Diego Maradona a la capitanía, el cotejo finalizó 3 a 3. En ese mismo partido se produce el debut en la selección chilena de Marcelo Salas, quien marcó un gol al portero Luis Islas.
Realiza partidos con las selecciones de Francia y Arabia Saudita en su respectivos países, pero pierde como local ante Bolivia y en noviembre nuevamente se enfrenta en Santiago a la selección argentina que llega con un nuevo entrenador Daniel Passarella quien reemplazaba a Alfio Basile luego de la decepcionante campaña en Estados Unidos 1994 perdiendo 0:3.
En 1995, dejó su cargo como entrenador de la selección de fútbol de Chile.

### Clubes por el mundo
En 1995 firma por el Club América y en el Hajduk Split. Al año siguiente pasa en el Al-Hilal para volver a Sudamérica a dirigir el Newell's Old Boys de Argentina.
En 1998 firma por el Sporting de Lisboa y logra un gran papel con el equipo, sin poder lograr el título portugués. Después de pasar por la península ibérica, vuelve a su país como entrenador de inferiores hasta 2000, cuando firma por la Selección adulta y la lleva al Mundial 2002.

### Selección croata
Al fracasar Miroslav Blažević en su campaña de clasificación para la Eurocopa 2000, Jozić asumió el mando de la selección a fines de ese mismo año, logrando llegar al Mundial realizado en Corea y Japón, en la que fueron eliminados en la primera fase del campeonato.
Croacia disputó las fases preliminares de la Copa Mundial de Fútbol de 2002 ganó su serie superando a Bélgica, Escocia, Letonia y San Marino. En la Copa Mundial de Fútbol de 2002 Croacia no superó la fase de grupos, ganó un partido Italia por 2:1 y perdió los otros dos ante México 0:1 y Ecuador 0:1.

## Clubes

### Como entrenador
| Club                                | País           | Año       |
| ----------------------------------- | -------------- | --------- |
| NK Junak                            | Yugoslavia     | 1970-1972 |
| Selección de Yugoslavia (Juveniles) | Yugoslavia     | 1972-1988 |
| Colo Colo (Juveniles)               | Chile          | 1988      |
| Colo-Colo                           | Chile          | 1990-1993 |
| Selección de Chile                  | Chile          | 1994      |
| Club América                        | México         | 1995      |
| Hajduk Split                        | Croacia        | 1995-1996 |
| Al-Hilal                            | Arabia Saudita | 1996-1997 |
| Newell's Old Boys                   | Argentina      | 1998      |
| Sporting Lisboa                     | Portugal       | 1998-1999 |
| Selección de Croacia (Juveniles)    | Croacia        | 1999-2000 |
| Selección de Croacia                | Croacia        | 2000-2002 |
| Colo Colo (Gerente Deportivo)       | Chile          | 2005      |
| Dinamo Zagreb                       | Croacia        | 2006      |

### Campeonatos nacionales
| Título           | Club      | País  | Año  |
| ---------------- | --------- | ----- | ---- |
| Primera División | Colo-Colo | Chile | 1990 |
| Primera División | Colo-Colo | Chile | 1991 |
| Primera División | Colo-Colo | Chile | 1993 |

### Campeonatos internacionales
| Título                        | Club                    | Sede     | Año  |
| ----------------------------- | ----------------------- | -------- | ---- |
| Eurocopa Sub-18               | Selección de Yugoslavia | Austria  | 1979 |
| Copa Mundial de Fútbol Sub-20 | Selección de Yugoslavia | Chile    | 1987 |
| Copa Libertadores             | Colo-Colo               | Santiago | 1991 |
| Recopa Sudamericana           | Colo-Colo               | Kōbe     | 1992 |
| Copa Interamericana           | Colo-Colo               | Santiago | 1992 |

### Participaciones en Copas del Mundo
| Mundial                        | Seleccionado         | Sede                  | Resultado     |
| ------------------------------ | -------------------- | --------------------- | ------------- |
| Copa Mundial de Fútbol de 2002 | Selección de Croacia | Corea del Sur y Japón | Primera ronda |